# دورة التزلج الكندية
تعد دورية التزلج الكندية منظمة خيرية وطنية غير ربحية مسجلة تقوم على أساس تطوعي وتقدم خدمات متقدمة للإسعافات الأولية  والاستجابة لحالات الطوارئ في أكثر من 230 منتجعا للتزلج ومركزا في بلدان الشمال الأوروبي، بالإضافة إلى مئات من المناسبات الترفيهية والرياضية في جميع أنحاء كندا.   تضم دورية التزلج الكندية أكثر من 4500 عضو مسجل تتكون من متزلجين من جبال الألب والنورديك، ومتزلجين على الجليد، وغير متزلجين/متزلجين، مما يجعلها أكبر منظمة مسعفين أولى معتمدة من المتطوعين في كندا.  ويشارك أعضاء الخطة الاستراتيجية في الوقاية من الحوادث والتدخل، والانشطة الادارية، والتعليم العام.

## التاريخ
في عام 1940، طلبت الجمعية الكندية لهواة التزلج (CASA) من الدكتور دوجلاس إرنست فيرث تنظيم وتدريب فريق إنقاذ للإسعافات الأولية للقيام بدوريات في منتجعات التزلج في منطقة تورونتو. [8] [9] [10]  انطلاقا من هذا الطلب، تم تشكيل نظام دوريات التزلج الكندي (CSPS) كلجنة دائمة للجمعية الكندية لهواة التزلج (CASA) مع دوريات مستقلة في مناطق مختلفة.  خلال السنوات ما بين 1941 و 1948 ، قيدت الحرب العالمية الثانية التوسع، ولكن اتحدت دوريات التزلج في منطقة تورونتو ومنطقة مونتريال لتشكيل نواة منظمة وطنية. [11]  خلال السنوات القليلة التالية، توسع النظام في أونتاريو وكيبيك ومنطقة فانكوفر.
في الستينيات، بعد زيادة كبيرة في شعبية التزلج كرياضة عائلية، كانت الخدمات التي تقدمها CSPS مطلوبة بشكل كبير.  ازداد التسجيل إلى أكثر من 650 عضوًا معتمدًا، حيث قدموا الخدمات في كيبيك ومنطقة ليك هيد (الآن ثاندر باي، أونتاريو) ، وينيبيغ، كالغاري وإدمونتون، بالإضافة إلى المناطق المركزية الأصلية (أونتاريو ومونتريال). [بحاجة لمصدر]
في عام 1961 ، أصبحت CSPS مؤسسة خيرية وطنية معتمدة، وبالتالي حصلت على الاستقلال عن CASA.
في عام 1966 ، أصبح الحاكم العام لكندا جورج فانيير الراعي الأول لـــ CSPS
خلال أواخر الستينيات، استمر التوسع في الشرق والغرب على حد سواء بإضافة منطقة الأطلسي وتشكيل منطقة تغطي مساحة واسعة داخل كولومبيا البريطانية.  نمت العضوية بشكل متناسب، مع تسجيل ما يقرب من 2500 دورية معتمدة بحلول نهاية العقد.  في العام التالي، تم تشكيل شعبة ساسكاتشوان، وبحلول عام 1975 ، وصل التسجيل إلى 4200 دورية معتمدة. [بحاجة لمصدر]
تم إنشاء لجنة إدارة وطنية في عام 1978 للتعامل مع إدارة نظام الجمعية، وفي العام التالي قامت المنظمة بنقل مكتبها الرئيسي إلى منشأة دائمة في أوتاوا. [12]  اليوم، لا يزال المكتب الرئيسي في نفس الموقع، مع ثلاثة موظفين بدوام كامل يديرون العمليات التجارية اليومية. [13]
في عام 2013، تم تغيير اسم CSPS رسميًا إلى دورية التزلج الكندية (CSP) ، وتم اعتماد الشعار الحالي بورقة حمراء وصليب أبيض.
على مر السنين، بعض مناطق التزلج في جميع أنحاء البلاد إما انفصلت أو رفضت الانضمام إلى CSP.  على هذا النحو، أصبح أكثر شيوعًا في بعض مناطق التزلج، مثل منتجع SilverStar Mountain في كولومبيا البريطانية، لتوظيف دوريات مهنية (مدفوعة الاجر)، في حين أن بعض مناطق التزلج الأخرى لديها توزيع خمسين من المحترفين (مدفوع الأجر) والمتطوعين (CSP)  ) الدوريات.  كما تقوم بعض المنتجعات بتجنيد دوريات حاصلين على شهادات مهنية أكثر شمولاً، مثل مسعف الرعاية الأولية أو الممرضة أو الطبيب.
والوضع أكثر تعقيدًا في مقاطعة كيبيك، حيث توجد العديد من منظمات التدريب لدوريات التزلج، بما في ذلك المعهد الوطني للأمن في كيبيك، وفريق مونتاني إكسبلورر، وخبراء الصدمات، ومحطة مونت سانت آن. [14]

## منظمة من الساحل إلى الساحل
ينقسم CSP إلى عدة أقسام، يقود كل منها رئيس القسم، مسؤول التعليم بالإضافة إلى المسؤولين الآخرين حسب الحاجة.  تنقسم الأقسام أيضًا إلى مناطق فرعية، مع رئيس المنطقة، والمسؤولين التنفيذيين (بما في ذلك مسؤول التعليم) ، وقادة الدوريات (واحد لكل منطقة تزلج) ، وقادة الدوريات المساعدين، والدوريات.
الأقسام التسعة ومناطق أعضائها الداخلية هي من شرق كندا إلى غربها:
قسم الشرق الأطلسي
منطقة نوفا سكوتيا
منطقة نيوفاوندلاند ولابرادور
قسم المحيط الأطلسي الغربي
منطقة فوندي
منطقة الحدود الشمالية
شعبة كيبيك
منطقة أبيتيبي
منطقة باي كومو
منطقة Bois-Franc
منطقة كانتون دو ليست
منطقة دي لانوديير
منطقة Est du Québec
منطقة جاتينو
منطقة جاسب
منطقة لورنتين
منطقة موريسي
منطقة كيبيك
منطقة ساجوناي لاك سانت جين
منطقة سبتمبر إيلز
شعبة أونتاريو
منطقة ألغونكوين
المنطقة المركزية
منطقة فرونتيناك
منطقة كوارثا
منطقة موسكوكا
سانت سولت.  ماري زون
منطقة متفوقة
المنطقة الغربية
شعبة مانيتوبا
بحيرة منطقة وودز
منطقة نورمان
منطقة النهر الأحمر
منطقة ويستمان
قسم ساسكاتشوان
منطقة باتوش
منطقة المعركة
منطقة باركلاند
منطقة Qu'Appelle
منطقة وابيتي
قسم الجبال
منطقة كالجاري
منطقة وادي درايتون
منطقة ادمونتون
منطقة وادي الأيل
منطقة فورت ماكموري
منطقة السلام
منطقة بيمبينا
منطقة الغزال الأحمر
منطقة ألبرتا الجنوبية
منطقة واتسون
منطقة يوكون
قسم شمال المحيط الهادئ
منطقة داوسون كريك
فورت سانت جون زون
منطقة الأمير جورج
منطقة وادي سكينه
منطقة سميثرز
شعبة جنوب المحيط الهادئ
منطقة أبيكس
منطقة الحدود
منطقة عش كرو
منطقة فانكوفر الكبرى
منطقة كوكاني
منطقة أوجوبوجو
منطقة موناشي
منطقة ما بين الجبال

## التدريب والاعتماد
يُطلب من جميع دوريات التزلج إتمام الشهادة الأولية أو إعادة الاعتماد سنويًا في دورة إسعافات أولية متقدمة، والتي تشمل الإنعاش القلبي الرئوي (CPR) ، وإزالة الرجفان الخارجي الآلي (AED) ، والعلاج بالأكسجين، وتدريب WHMIS. [3] [15] بعد الانتهاء بنجاح أو إعادة تأهيل تدريبهم، يتم اعتماد كل عضو في إجراءات الإسعافات